# Edgar Lee Masters
Edgar Lee Masters (Garnett, Kansas, 1868. augusztus 23. – Melrose Park, Pennsylvania, 1950. március 5.) amerikai költő, életrajzíró és drámaíró. Masters írta A Spoon River-i holtak (Spoon River Anthology) című verseskötetet, mely szokatlan tartalmú rövid „embersírverseket” tartalmazott. A kötet magyar fordításban is megjelent 1970-ben. Masters összesen 12 színpadi darabot, 21 verseskötetet, 6 regényt és 6 életrajzot adott ki. Többek között írt Abraham Lincoln, Mark Twain, Vachel Lindsay és Walt Whitman életéről is.

## Költészete
Masters korai költeményeit és esszéit Dexter Wallace álnéven írta egészen 1903-ig, amikor felvették a Clarence Darrow jogi ügyekkel foglalkozó céghez. Az álnév édesanyja leánykori vezetéknevét és édesapja középső nevét takarta.
1914-től egyre többen figyeltek fel Masters költeményeire. Ekkoriban kezdett el dolgozni nyugat Illinois államban töltött gyermekkori élményeit feldolgozó versein. Ezeket először egy St. Louis-i lap (Reedy's Mirror) hasábjain publikálta Webster Ford álnéven. 1915-ben ezeket a költeményeket a Spoon River Anthology (Spoon River antológia) című verseskötetben adtak ki egészben.
A Spoon River Antológiához foghatót ugyan később nem tudott felmutatni, Masters számos verses könyvet adott ki.
Masters számos irodalmi díjat kapott: 1936-ban Mark Twain Ezüst Medált (Mark Twain Silver Medal), 1941-ben az amerikai költészeti társaság medálját (Poetry Society of America medal), 1942-ben az Amerikai Költők Társaságának Akadémiája díjat és 1944-ben a Shelly Emlékdíjat (Shelly Memorial Award).

## Fontosabb művei

### Költészete
- A Book of Verses (1898)
- Songs and Sonnets (1910)
- A Spoon River-i holtak (Spoon River Anthology, 1915) magyarra fordította Gergely Ágnes 1970-ben.
- Songs and Satires (1916)
- Fiddler Jones (1916)
- The Great Valley (1916)
- The Open Sea (1921)
- The New Spoon River (1924)
- Selected Poems (1925)
- Lee: A Dramatic Poem (1926)
- Jack Kelso: A Dramatic Poem (1928)
- Lichee Nuts (1930)
- Gettysburg, Manila, Acoma: A Dramatic Poem (1930)
- Godbey: A Dramatic Poem, sequel to Jack Kelso (1931)
- The Serpent in the Wilderness (1933)
- Richmond: A Dramatic Poem (1934)
- Invisible Landscapes (1935)
- Poems of People (1936)
- The Golden Fleece of California (1936)
- The New World (1937)
- More People (1939)
- Illinois Poems (1941)
- Along the Illinois (1942)

### Színdarabjai
- Maximilian: A Play (1902, drama)
- Althea: A Play (1907, drama)
- The Trifler: A Play (1908, drama)
- Eileen: A Play (1910, drama)
- The Bread of Idleness: A Play (1910, drama)
- Dramatic Dialogues: Four Short Plays (1934, drama)

### Életrajzai
- Lincoln – 1931 életrajz (Lincoln: The Man)
- Lindsay – 1935 életrajz (Vachel Lindsay: A Poet in America)
- Across Spoon River: An Autobiography (1936, emlékirat)
- Whitman – 1937 életrajz
- Mark Twain – 1938 életrajz (Mark Twain: A Portrait)
- híresebb versek: Kesslerné, Petit a költő

### Könyvei
- The New Star Chamber and Other Essays (1904)
- The Blood of the Prophets (1905)
- The Great Valley (1916)
- Toward the Gulf (1918)
- Starved Rock (1919)
- Mitch Miller (1920, regény)
- Domesday Book (1920)
- The Open Sea (1921)
- Children of the Market Place (1922)
- Skeeters Kirby (1923, regény)
- The Nuptial Flight (1923, regény)
- Kit O'Brien (1927, regény)
- Levy Mayer and the New Industrial Era (1927)
- The Fate of the Jury: An Epilogue to Domesday Book (1929)
- Gettysburg, Manila, Acoma (1930)
- Godbey: A Dramatic Poem (1931)
- The Tale of Chicago (1933, történelem)
- The Golden Fleece of California (1936)
- The Tide of Time (1937, regény)
- The Sangamon (1942)

## Magyarul
- A Spoon River-i holtak; vál., ford., utószó Gergely Ágnes; Európa, Bp., 1970
- A Spoon River-i holtak; vál., ford., utószó Gergely Ágnes; Európa, Bp., 2010